# Dunshee de Abranches
João Dunshee de Abranches Moura, mais conhecido como Dunshee de Abranches (São Luís, 02 de setembro de 1867 - Petrópolis, 11 de março de 1941) foi um poeta, um dos precursores do Clube de Regatas do Flamengo, romancista, jornalista, político e professor brasileiro.   É patrono da cadeira nº 40 da Academia Maranhense de Letras.

## Biografia
Era filho de Antônio da Silva Moura e de Raimunda de Abranches Moura. Seu avô materno, João Antônio Garcia de Abranches, foi político, jornalista e fundador do jornal O Censor no Maranhão durante o Império. Ainda adolescente, iniciou seus estudos em São Luís e em 1884 ingressou na Faculdade de Medicina do Rio de Janeiro, graduando-se em 1889. 
Em 1888 fundou, juntamente com  Izac Martins e Antônio Rocha Lima, o periódico O Norte, na cidade de Barra do Corda. Colaborou com os jornais Aurora Boreal, Gazeta do Povo, Século, Pacotilha, País, Diário do Maranhão e Federalista, do Maranhão, e também com Federação, do Amazonas; Gazeta da Tarde, de  Pernambuco; Federação, do Rio Grande do Sul; República, do Pará; Comércio de S. Paulo, de São Paulo; e Diário do Norte, da Bahia. No Rio de Janeiro, foi colaborador do Jornal do Comércio, Gazeta de Notícias, Tribuna e Correio da Manhã; diretor de O Dia; redator de O País, e redator do Jornal do Brasil, de 1895 a 1900. 
Durante o governo de Rodrigues Alves, foi nomeado comissário do governo junto aos institutos equiparados de ensino secundário e superior do Brasil. 
Em 1903 foi eleito deputado estadual pelo Maranhão, exercendo o cargo até 1905 quando foi eleito deputado federal, tendo exercido o mandato até 1917. Foi eleito em 1910 para presidir a Associação Brasileira de Imprensa, sendo reeleito em 1911, onde ficou até 1913. 
Era pai da jornalista Maurina Dunshee de Abranches Pereira Carneiro. 
Faleceu na cidade de Petrópolis (RJ) no dia 11 de março de 1941.

## Obras
- Selva (1884-1886) [2]
- Memórias de um histórico – 2 volumes (1895 - 1896) [2]
- Papá Basílio (1897) [2]
- Silvio Romero (1899) [2]
- Cartas a Rabagas  (1900)
- O evangelho da República e seus apóstolos  (1903)
- Exames gerais de preparatórios  (1905)
- A soberania em ação (1908)
- Tratados de comércio e navegação do Brasil  (1909)
- O Brasil e o arbitramento (1911)
- Lourdes e Cotê D’Argent  (1913)
- A conflagração europeia e suas causas  (1914)
- Brazil and the Monroe doctrine  (1915)
- Governos e congressos da República – 2 volumes (1918)
- Sonetos Maranhenses (1923) [2]
- O Tratado de Versalhes e os alemães do Brasil  (1924)
- As indústrias de tecido e as tarifas aduaneiras (1925)
- A setembrada (1933) [2]
- Um jubileu carmelitano (1935)
- Uma vida (1936)
- O cativeiro (1938)
- A esfinge do Grajaú  (1940) [2]